# Fiat A.15 R
Il Fiat A.15 R era un motore sperimentale raffreddato ad acqua a 12 cilindri a V realizzato dall'azienda aeronautica italiana Fiat Aviazione negli anni venti del XX secolo.

## Storia del progetto
Realizzato durante la prima guerra mondiale e destinato a equipaggiare aerei militari, la sua iniziale fase di sviluppo si protrasse fino a oltre la firma dell'Armistizio di Compiègne, troppo tardi per essere montato su modelli coinvolti nel conflitto, tuttavia, pur venendo meno l'esigenza di essere prodotto in serie per esigenze belliche, le ottime caratteristiche espresse dal propulsore convinsero comunque l'azienda a commercializzarlo.
Il motore A.15R fu progettato dall'ing. Giulio Cesare Cappa che, oltre alle notevoli caratteristiche tecniche, dedicò particolare attenzione all'eleganza della forma e alla raffinatezza delle finiture, riuscendo a creare un propulsore divenuto esempio di design industriale.